# Olympische Jugend-Sommerspiele 2010/Taekwondo
| Taekwondo bei den I. Olympischen Jugend-Sommerspielen | Taekwondo bei den I. Olympischen Jugend-Sommerspielen |
| Olympische Ringe · Taekwondo                          | Olympische Ringe · Taekwondo                          |
| Informationen                                         | Informationen                                         |
| ----------------------------------------------------- | ----------------------------------------------------- |
| Teilnehmer:                                           | 99 Athleten                                           |
| Datum:                                                | 15. August–19. August                                 |
| Austragungsort:                                       | Suntec Singapore Convention and Exhibition Centre     |
| Wettkampfort:                                         | Singapur                                              |
| Entscheidungen:                                       | 10                                                    |
|                                                       | Nanjing 2014 →                                        |
| Olympische Ringe                                      | Taekwondo                                             |

| Olympische Jugend-Sommerspiele 2010 (Medaillenspiegel Taekwondo) | Olympische Jugend-Sommerspiele 2010 (Medaillenspiegel Taekwondo) | Olympische Jugend-Sommerspiele 2010 (Medaillenspiegel Taekwondo) | Olympische Jugend-Sommerspiele 2010 (Medaillenspiegel Taekwondo) | Olympische Jugend-Sommerspiele 2010 (Medaillenspiegel Taekwondo) | Olympische Jugend-Sommerspiele 2010 (Medaillenspiegel Taekwondo) |
| Platz                                                            | Mannschaft                                                       | Goldmedaillen                                                    | Silbermedaillen                                                  | Bronzemedaillen                                                  | Gesamt                                                           |
| ---------------------------------------------------------------- | ---------------------------------------------------------------- | ---------------------------------------------------------------- | ---------------------------------------------------------------- | ---------------------------------------------------------------- | ---------------------------------------------------------------- |
| 01                                                               | Südkorea                                                         | 3                                                                | —                                                                | —                                                                | 3                                                                |
| 02                                                               | China                                                            | 2                                                                | —                                                                | —                                                                | 2                                                                |
| 03                                                               | Iran                                                             | 1                                                                | 1                                                                | —                                                                | 2                                                                |
| 0                                                                | Russland                                                         | 1                                                                | 1                                                                | —                                                                | 2                                                                |
| 05                                                               | Vereinigtes Königreich                                           | 1                                                                | —                                                                | —                                                                | 1                                                                |
| 0                                                                | Israel                                                           | 1                                                                | —                                                                | —                                                                | 1                                                                |
| 0                                                                | Thailand                                                         | 1                                                                | —                                                                | —                                                                | 1                                                                |
| 08                                                               | Deutschland                                                      | —                                                                | 2                                                                | —                                                                | 2                                                                |
| 09                                                               | Jordanien                                                        | —                                                                | 1                                                                | 1                                                                | 2                                                                |
| 0                                                                | Mexiko                                                           | —                                                                | 1                                                                | 1                                                                | 2                                                                |
| 0                                                                | Ukraine                                                          | —                                                                | 1                                                                | 1                                                                | 2                                                                |
| 0                                                                | Vietnam                                                          | —                                                                | 1                                                                | 1                                                                | 2                                                                |
| 13                                                               | Kasachstan                                                       | —                                                                | 1                                                                | —                                                                | 1                                                                |
| 0                                                                | Portugal                                                         | —                                                                | 1                                                                | —                                                                | 1                                                                |
| 15                                                               | Kanada                                                           | —                                                                | —                                                                | 2                                                                | 2                                                                |
| 0                                                                | Frankreich                                                       | —                                                                | —                                                                | 2                                                                | 2                                                                |
| 0                                                                | Singapur                                                         | —                                                                | —                                                                | 2                                                                | 2                                                                |
| 0                                                                | Türkei                                                           | —                                                                | —                                                                | 2                                                                | 2                                                                |
| 0                                                                | Vereinigte Staaten                                               | —                                                                | —                                                                | 2                                                                | 2                                                                |
| 20                                                               | Argentinien                                                      | —                                                                | —                                                                | 1                                                                | 1                                                                |
| 0                                                                | Kuba                                                             | —                                                                | —                                                                | 1                                                                | 1                                                                |
| 0                                                                | Libanon                                                          | —                                                                | —                                                                | 1                                                                | 1                                                                |
| 0                                                                | Spanien                                                          | —                                                                | —                                                                | 1                                                                | 1                                                                |
| 0                                                                | Schweden                                                         | —                                                                | —                                                                | 1                                                                | 1                                                                |
| 0                                                                | Tadschikistan                                                    | —                                                                | —                                                                | 1                                                                | 1                                                                |

Bei den Olympischen Jugend-Sommerspielen 2010 in Singapur wurden vom 15. bis 19. August 2010 zehn Wettbewerbe im Taekwondo ausgetragen.

## Jungen

### Bis 48 kg
Die Finalwettkämpfe fanden am 15. August statt.
| Platz | Land               | Athlet             |
| ----- | ------------------ | ------------------ |
| 1     | Israel             | Gili Haimovitz     |
| 2     | Iran               | Mohammad Soleimani |
| 3     | Vereinigte Staaten | Gregory English    |
| 3     | Argentinien        | Lucas Guzman       |

- Am 16. August 2010 sollte das Finale des Taekwondo bis 48 kg ausgetragen werden, für das sich ein Israeli und ein Iraner qualifiziert hatten. Vor dem Finale teilte jedoch das iranische Betreuerteam mit, dass sich Mohammad Soleimani so schwer am Bein verletzt habe, dass für ihn eine Finalteilnahme unmöglich sei. Beobachter gehen davon aus, dass die Iraner ihren Athleten nicht gegen einen Israeli haben kämpfen lassen, da der Iran Israel als keinen souveränen Staat ansieht und es eine Schande für den Iraner gewesen wäre, bei der Preisverleihung unter einer israelischen Flagge stehen zu müssen. Gili Haimovitz gewann deshalb das Finale kampflos.[2][3]
- Semih Gökmen schied im Viertelfinale aus.

### Bis 55 kg
Die Finalwettkämpfe fanden am 16. August statt.
| Platz | Land       | Athlet            |
| ----- | ---------- | ----------------- |
| 1     | Iran       | Kaveh Rezaei      |
| 2     | Kasachstan | Nursultan Mamajew |
| 3     | Singapur   | Daryl Tan         |
| 3     | Vietnam    | Nguyen Quoc Cuong |

### Bis 63 kg
Die Finalwettkämpfe fanden am 17. August statt.
| Platz | Land     | Athlet           |
| ----- | -------- | ---------------- |
| 1     | Südkorea | Seo Byeong-deok  |
| 2     | Portugal | Mário Silva      |
| 3     | Mexiko   | Alejandro Valdés |
| 3     | Türkei   | Berk Süngü       |

### Bis 73 kg
Die Finalwettkämpfe fanden am 18. August statt.
| Platz | Land     | Athlet              |
| ----- | -------- | ------------------- |
| 1     | Südkorea | Jin Hak Kim         |
| 2     | Russland | Aliaschab Siraschow |
| 3     | Ukraine  | Maxym Dominischyn   |
| 3     | Libanon  | Michel Samaha       |

- Tahir Gülec schied im Viertelfinale aus.

### Über 73 kg
Die Finalwettkämpfe finden am 19. August statt.
| Platz | Land                | Athlet           |
| ----- | ------------------- | ---------------- |
| 1     | Volksrepublik China | Liu Chang        |
| 2     | Deutschland         | Ibrahim Ahmadsei |
| 3     | Kanada              | Stefan Bozalo    |
| 3     | Jordanien           | Yazan Alsadeq    |

## Mädchen

### Bis 44 kg
Die Finalwettkämpfe fanden am 15. August statt.
| Platz | Land          | Athlet               |
| ----- | ------------- | -------------------- |
| 1     | Russland      | Anastassija Walujewa |
| 2     | Ukraine       | Iryna Romoldanowa    |
| 3     | Türkei        | Şeyma Tuncer         |
| 3     | Tadschikistan | Schukrona Scharifowa |

### Bis 49 kg
Die Finalwettkämpfe fanden am 16. August statt.
| Platz | Land               | Athlet             |
| ----- | ------------------ | ------------------ |
| 1     | Thailand           | Worawong Pongpanit |
| 2     | Jordanien          | Dana Touran        |
| 3     | Vereinigte Staaten | Jessie Bates       |
| 3     | Kanada             | Melanie Phan       |

### Bis 55 kg
Die Finalwettkämpfe fanden am 17. August statt.
| Platz | Land                   | Athlet                |
| ----- | ---------------------- | --------------------- |
| 1     | Vereinigtes Königreich | Jade Jones            |
| 2     | Vietnam                | Thanh Thao Nguyen     |
| 3     | Schweden               | Jennifer Ågren        |
| 3     | Singapur               | Shafinas Abdul Rahman |

### Bis 63 kg
Die Finalwettkämpfe fanden am 18. August statt.
| Platz | Land        | Athlet             |
| ----- | ----------- | ------------------ |
| 1     | Südkorea    | Soo Yeon Jeon      |
| 2     | Deutschland | Antonia Katheder   |
| 3     | Spanien     | Nagore Irigoien    |
| 3     | Frankreich  | Samantha Silvestri |

### Über 63 kg
Die Finalwettkämpfe finden am 19. August statt.
| Platz | Land                | Athlet          |
| ----- | ------------------- | --------------- |
| 1     | Volksrepublik China | Shuyin Zheng    |
| 2     | Mexiko              | Briseida Acosta |
| 3     | Kuba                | Yuleimi Abreu   |
| 3     | Frankreich          | Faiza Taoussara |